# Triumph Stag
La Triumph Stag è una coupé-convertibile 2+2 britannica prodotta dalla Triumph Motor Company tra il 1970 e il 1977. Disegnata da Giovanni Michelotti, venne pensata soprattutto per il mercato statunitense, per competere con Mercedes Benz SL (R107). Poiché di dimensioni e motorizzazione generosi, è adatta più all'uso turistico che a quello sportivo.

## Il design
Di linea sobria ed elegante, coniuga le forme squadrate tipiche degli anni settanta con alcune flessuosità laterali; elemento distintivo è il roll-bar fisso con una curiosa forma a T. Una traversa a centro vettura collega il parabrezza al roll-bar in ossequio agli standard di sicurezza americani. Anche l'autotelaio ne trae beneficio perché viene incrementata così la rigidità torsionale.
L'hardtop rimovibile in lamiera fu un accessorio molto popolare sulle prime "Stag" e perciò divenne di serie poco dopo. Nella versione per il mercato americano, la "Stag" veniva dotata di serie dell'hardtop in lamiera e curiosamente proposta come una "Coupé 2+2 trasformabile in Cabriolet".

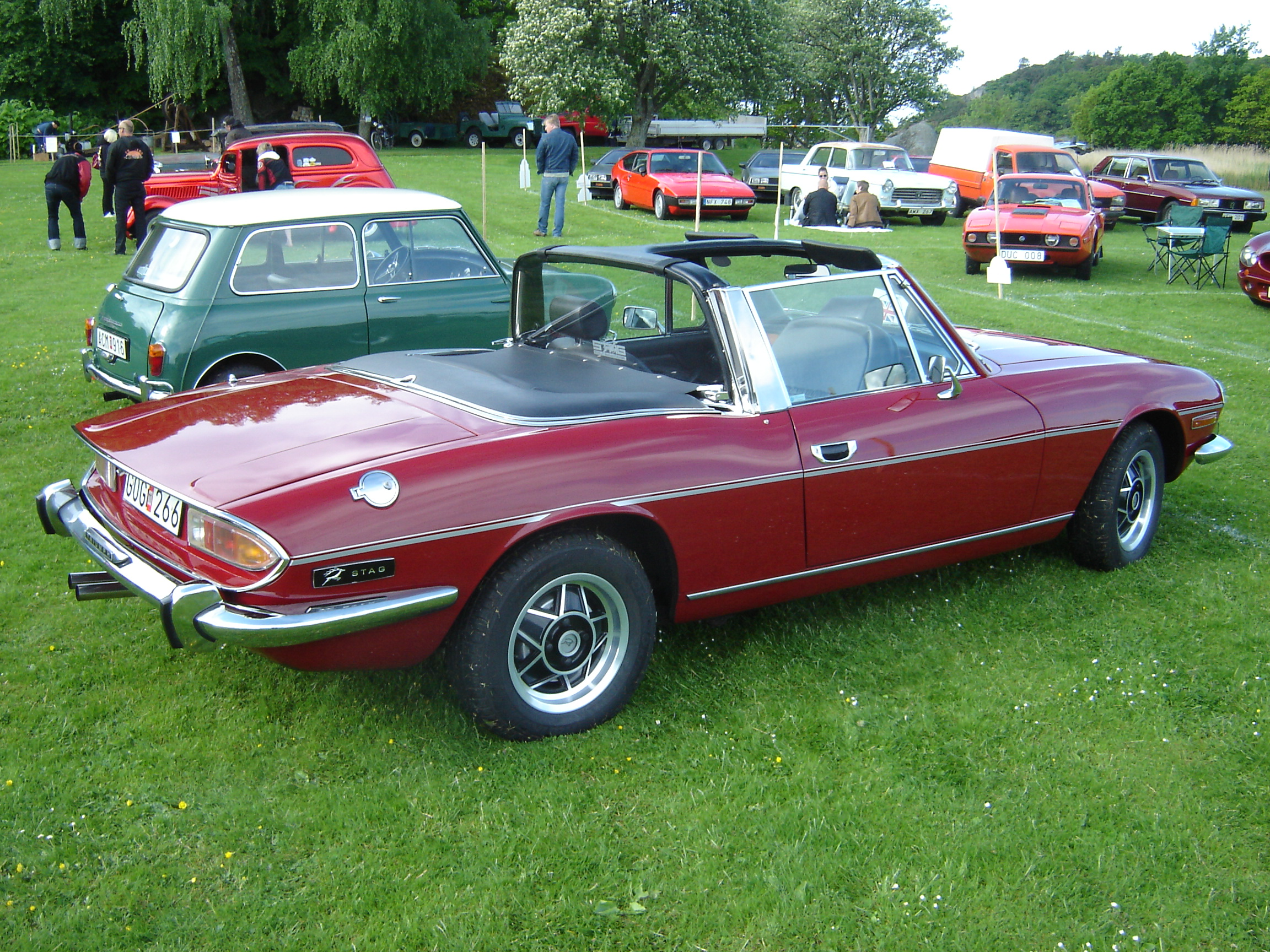
Una Triumph Stag scoperta con il roll-bar a T

L'auto nacque da un esercizio di stile di Michelotti sulla base della Triumph 2000 berlina prima serie del 1964. La vettura venne prestata al designer dal capo-ingegnere Triumph Harry Webster, amico dello stilista al punto da chiamarlo affettuosamente "Micio". La loro intesa era tale che se Webster avesse gradito il prototipo lo avrebbe potuto utilizzare come base per un nuovo modello Triumph. Webster gradì il prototipo a tal punto da portarlo con sé in Inghilterra per avviarne la produzione. Alla fine il prototipo aveva stilisticamente poco in comune con la berlina da cui derivava ma ne manteneva l'autotelaio invariato con le sospensioni e la trasmissione.
Oltretutto alla Triumph piacque a tal punto il design della Stag da rivolgersi proprio a Michelotti per trasferire le linee di questo modello sulla versione MkII delle berline ed Estate Triumph 2000/2500.

## Progettazione
Il progetto iniziale era basato intorno al 6 cilindri 2,5 litri della berlina, ma Harry Webster pensò di destinare alla Stag, alle grandi berline e alle station wagon un nuovo motore V8 con alberi a camme in testa (OHC) da 2,5 litri ad iniezione (PI sta per Petrol Injection) progettato in Triumph. Nel 1968 sotto la direzione del successore di Harry Webster, Spen King, il nuovo V8 Triumph OHC 2,5 PI venne portato a 2997 cm³ (3,0 litri) per aumentare la coppia. Per soddisfare gli standard di emissione negli Stati Uniti, un target di mercato chiave, il fastidioso e inaffidabile sistema d'iniezione meccanica venne abbandonato in favore di una coppia di carburatori Zenith-Stromberg 175 CDSE.
Uno degli obiettivi principali della strategia di ingegneria Triumph era quello di creare una famiglia di motori di dimensioni diverse intorno ad un albero motore comune. Ciò avrebbe consentito la produzione di propulsori di capacità compresa tra 1,5 e 4 litri, la condivisione di molte parti, offrendo economie di scala e sulla formazione dei meccanici. Un certo numero di propulsori di questa serie è entrato in produzione, in particolare, oltre al V8, il taglio di quest'ultimo in un motore a quattro cilindri utilizzato nelle successive Triumph Dolomite e Triumph TR7, e una variante prodotta da StanPart fu inizialmente utilizzata nella Saab 99.
A volte descritto come due motori a quattro cilindri insieme, il V8 Stag fu il primo di questa famiglia di motori a entrare in produzione, quindi è più corretto dire che le versioni successive 4 cilindri fossero mezzo motore Stag (la metà sinistra) anziché il contrario. La necessità di mantenere la componentistica di serie, portò ad una prudenziale limitazione della potenza specifica in 48,3 CV/litro.
In certi casi è stato dichiarato che si sia provato ad utilizzare il collaudato V8 Rover interamente in alluminio, progettato originariamente dalla Buick, ma che non si sarebbe adattato al vano motore della nuova vettura. Tuttavia questo non corrisponde a verità perché ci sono stati tentativi, peraltro andati a buon fine, di montare questo motore sulla nuova vettura. La decisione finale di andare con il V8 Triumph era probabilmente guidata dalla strategia di progettazione più ampia e dal fatto che le diverse caratteristiche di peso e di coppia del V8 Rover-Buick avrebbero comportato la sostanziale reingegnerizzazione quando invece era quasi pronta per la concessionaria. Inoltre la Rover, sempre di proprietà della British Leyland, potrebbe non essere stata in grado di fornire il numero necessario di motori V8 per corrispondere alla produzione anticipata della Stag.
Come sui modelli Triumph 2000/2500, con cui condivideva l'autotelaio, la Triumph Stag aveva sospensioni completamente indipendenti con schema MacPherson davanti, semi-bracci oscillanti longitudinali al posteriore. I freni, a disco all'anteriore e a tamburo al posteriore, erano servoassistiti, così come era servoassistito lo sterzo a cremagliera. 

Una Triumph Stag del 1974
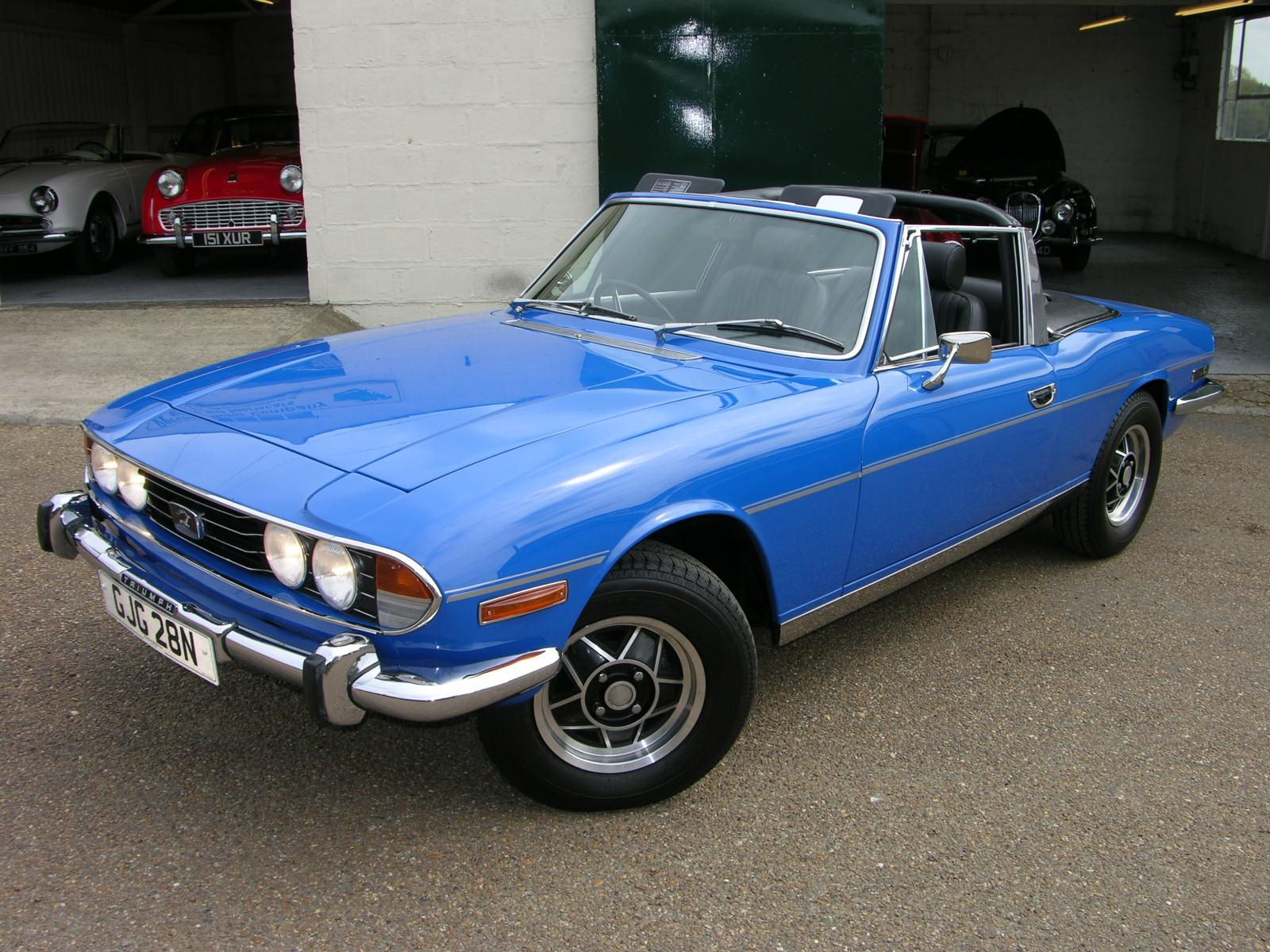
Vista di 3/4 anteriore
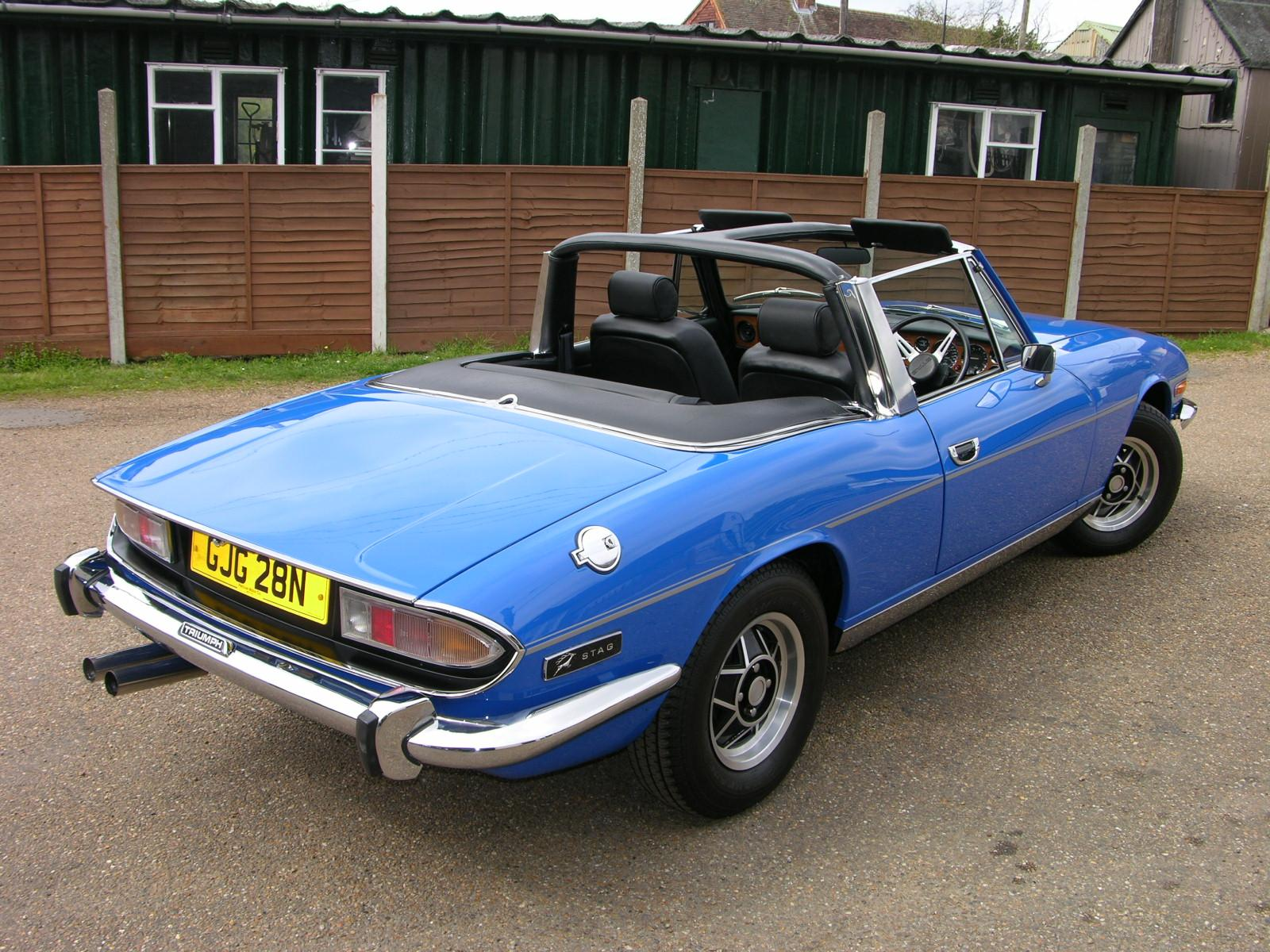
Vista di 3/4 posteriore
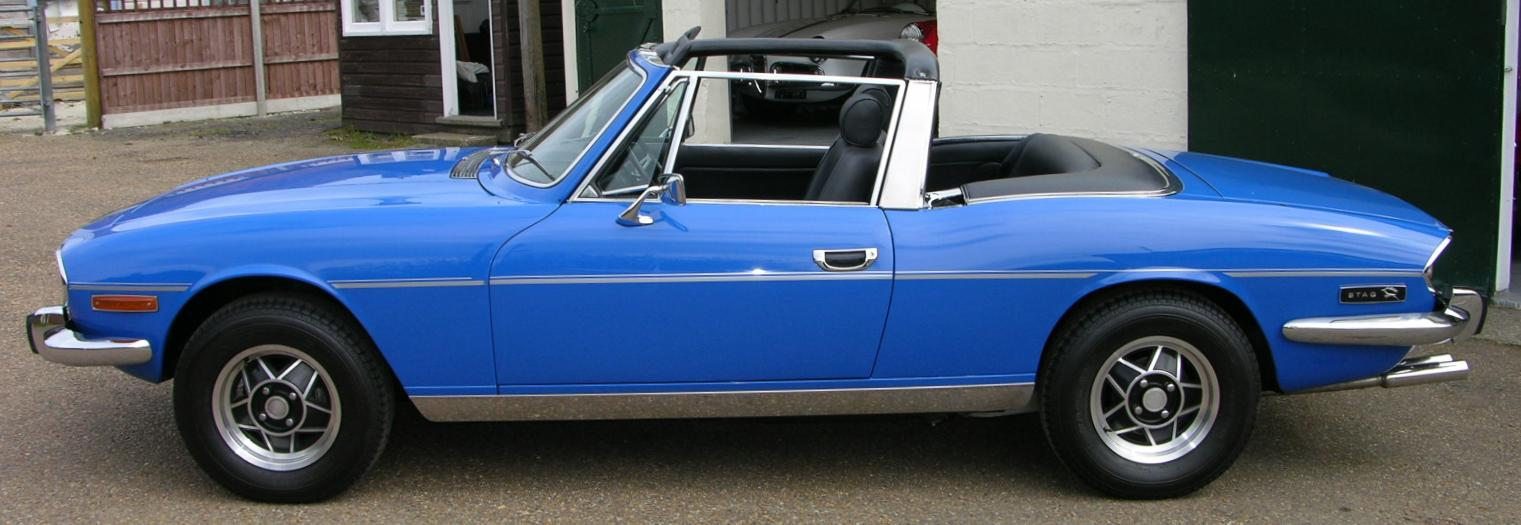
La fiancata
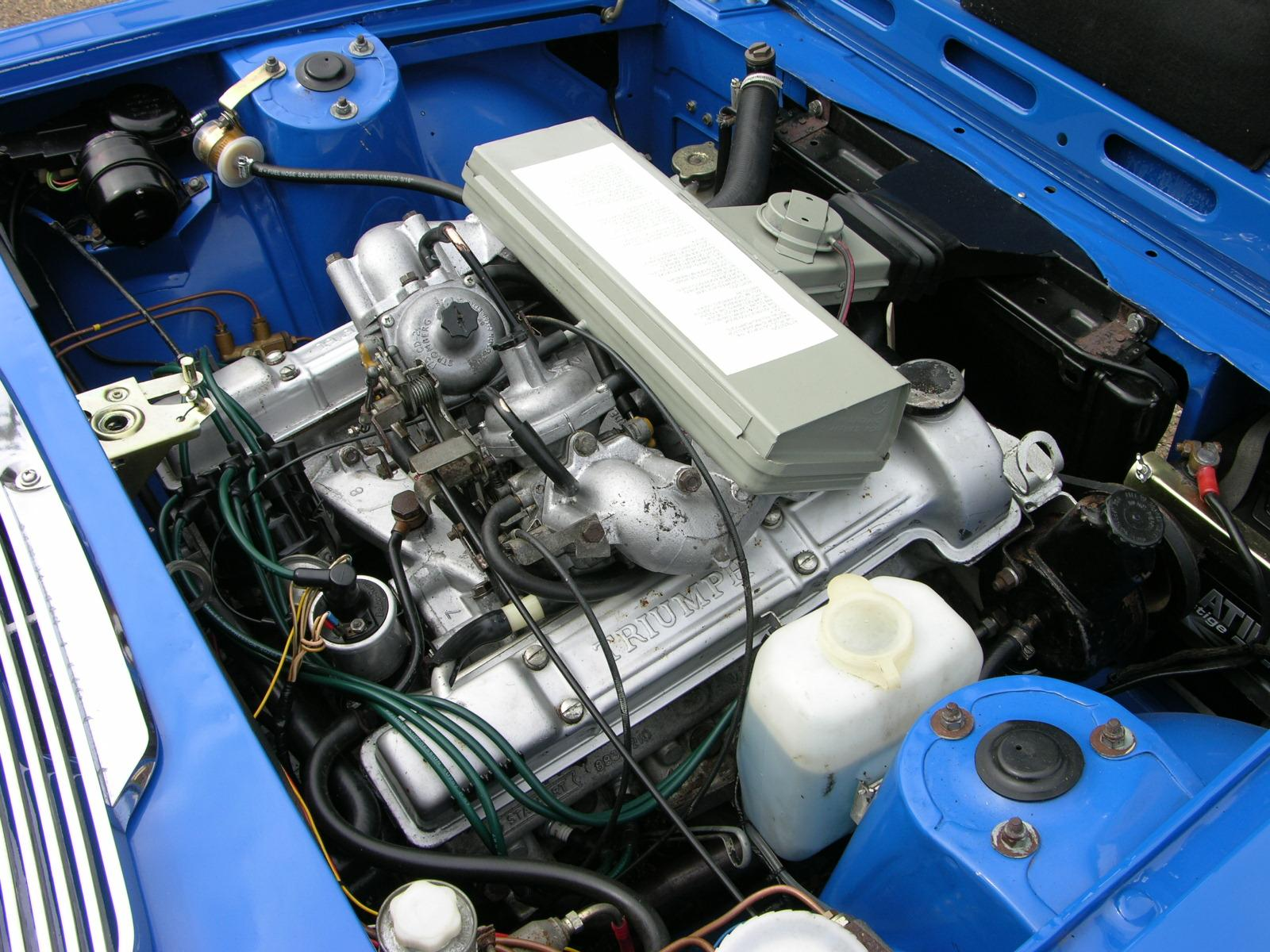
il motore V8 Triumph
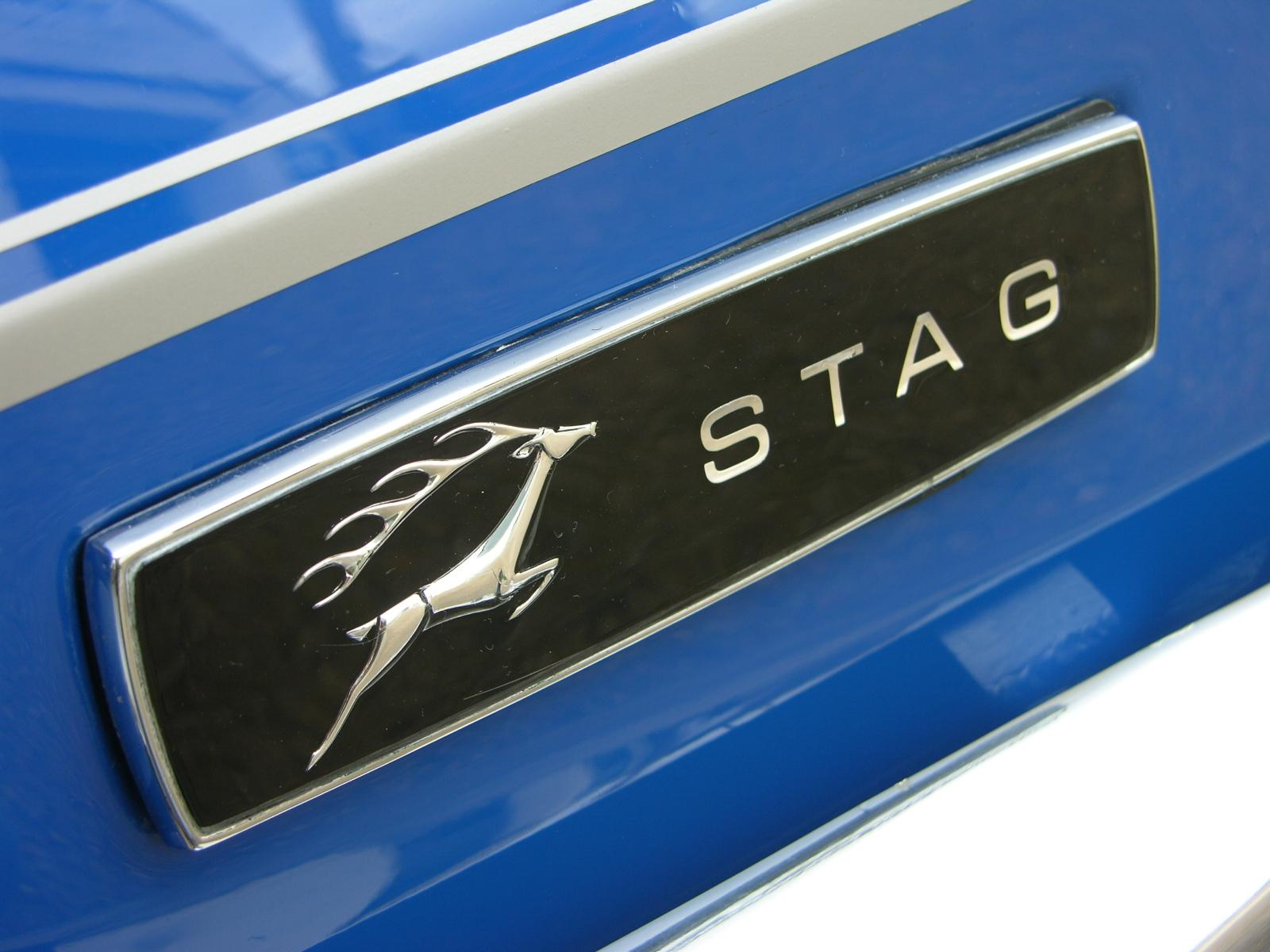
Il badge sul parafango posteriore
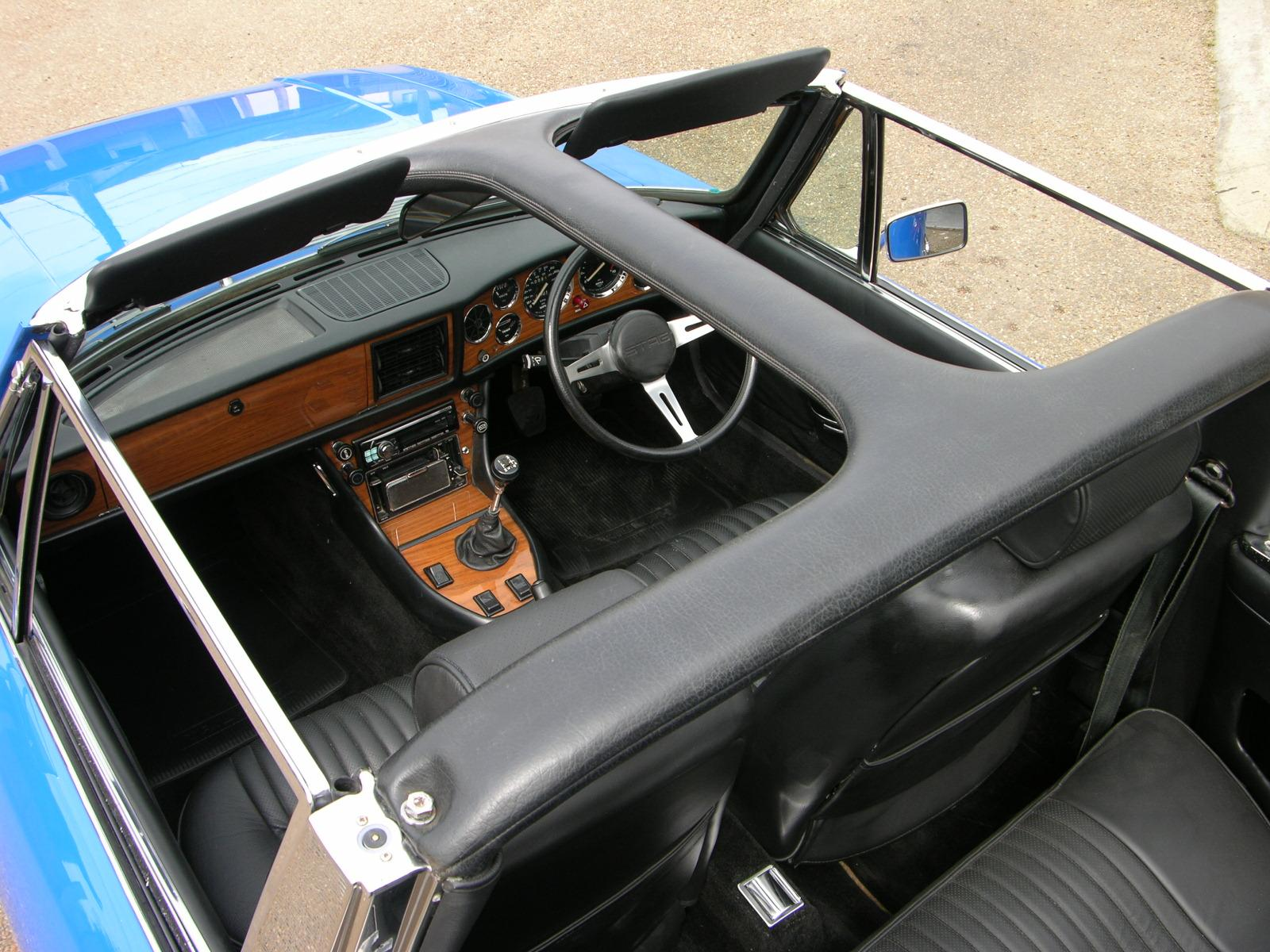
L'originale roll-bar a "T"
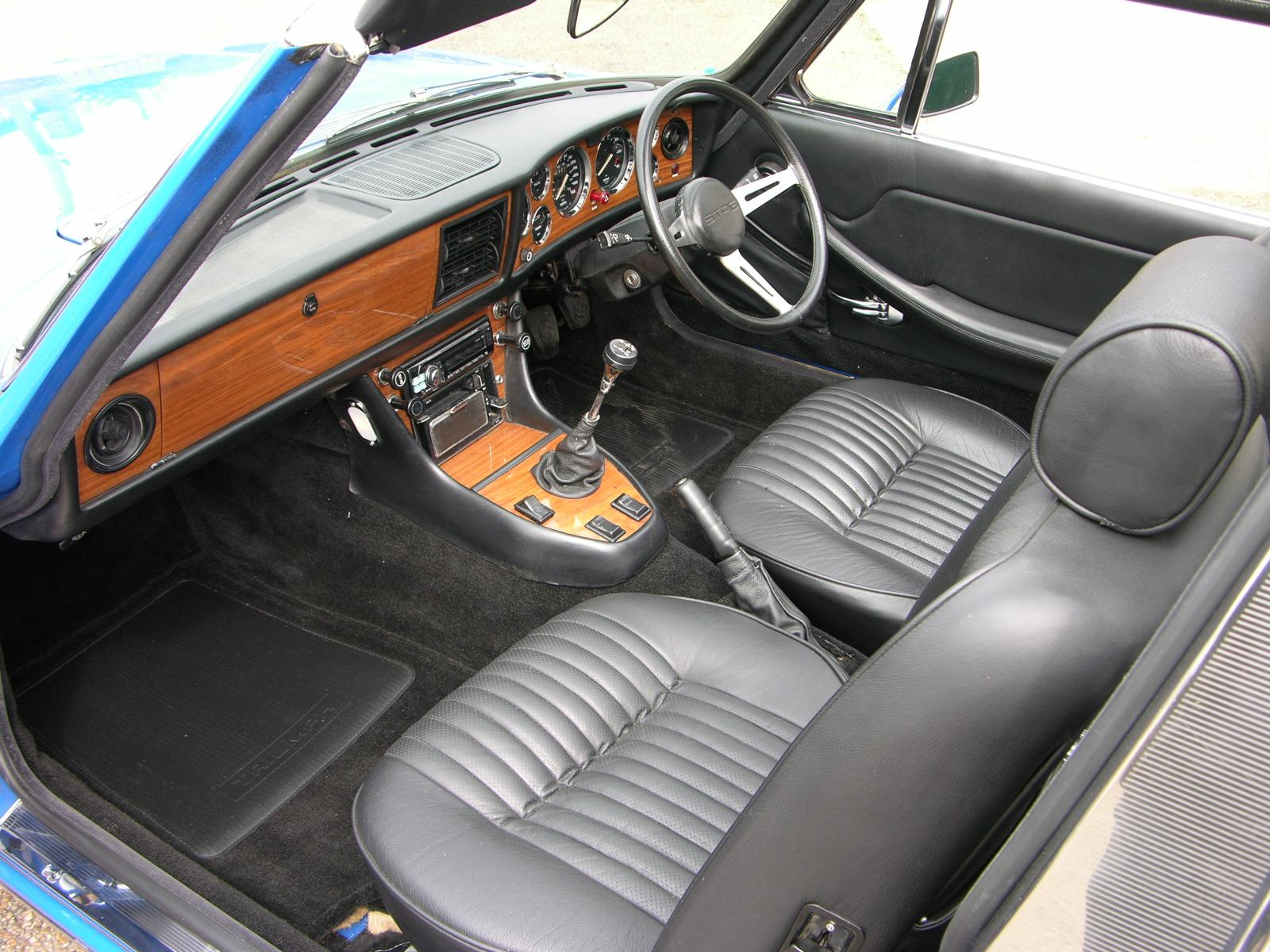
Gli interni
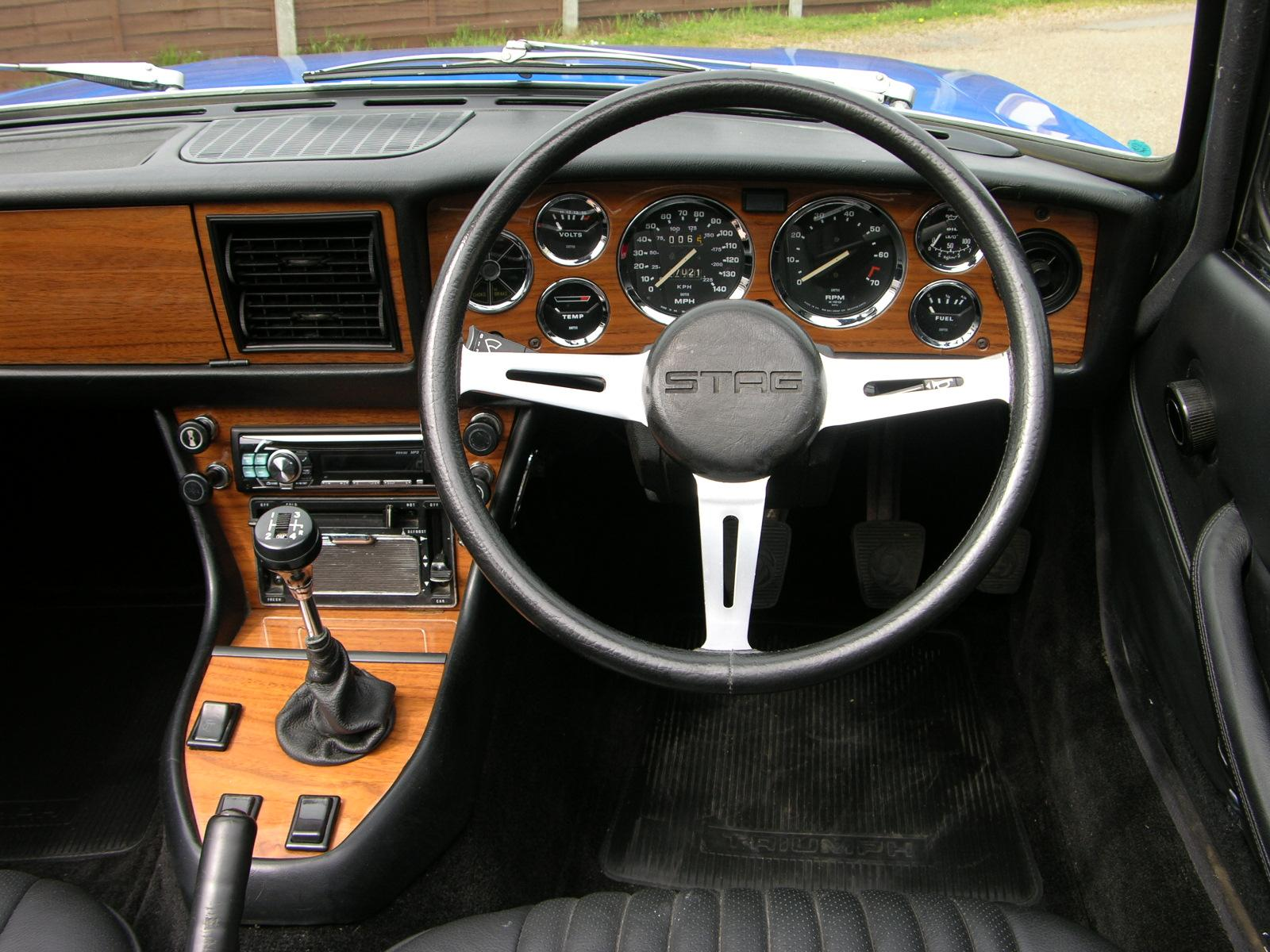
Il posto guida
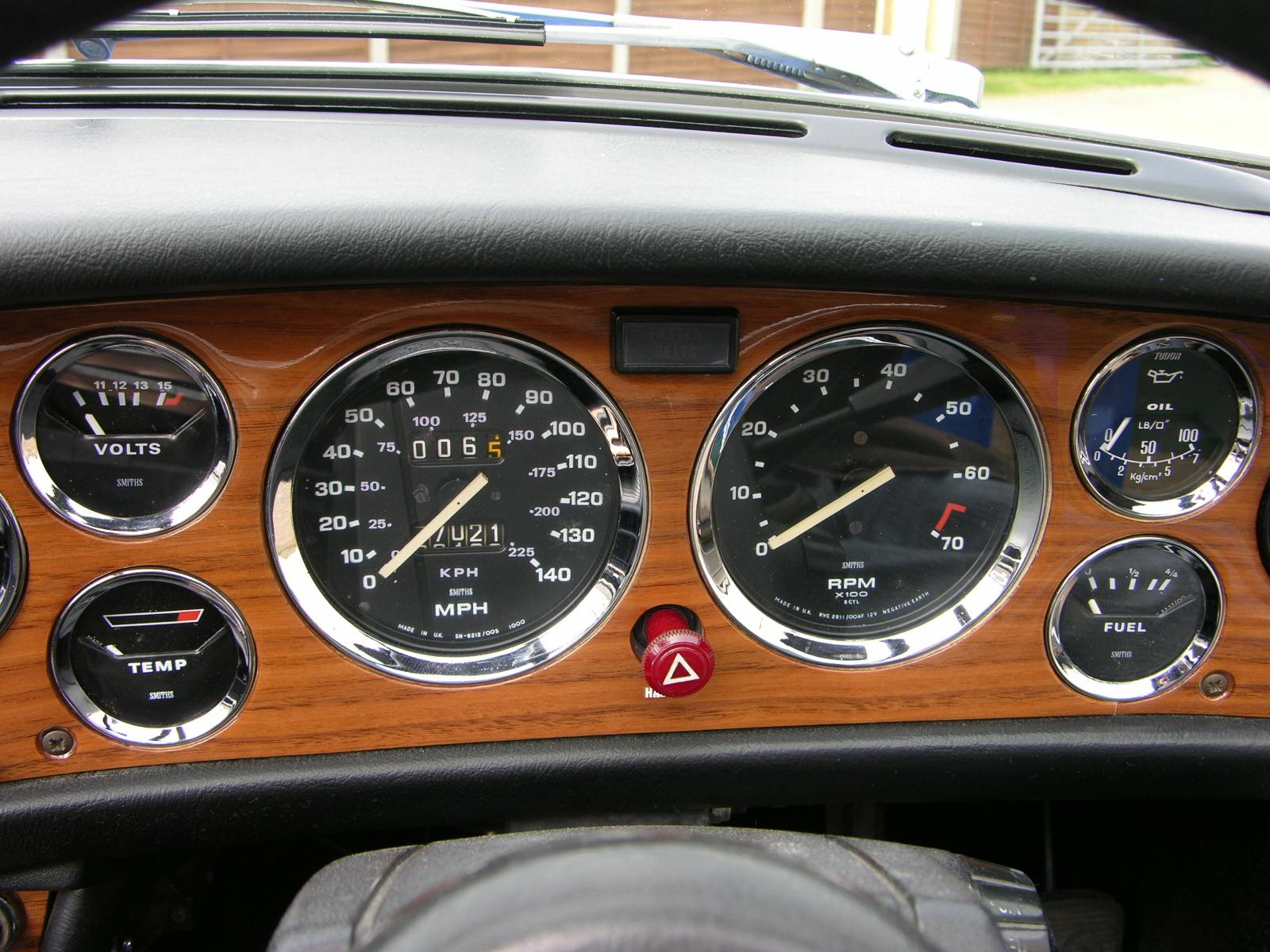
La strumentazione
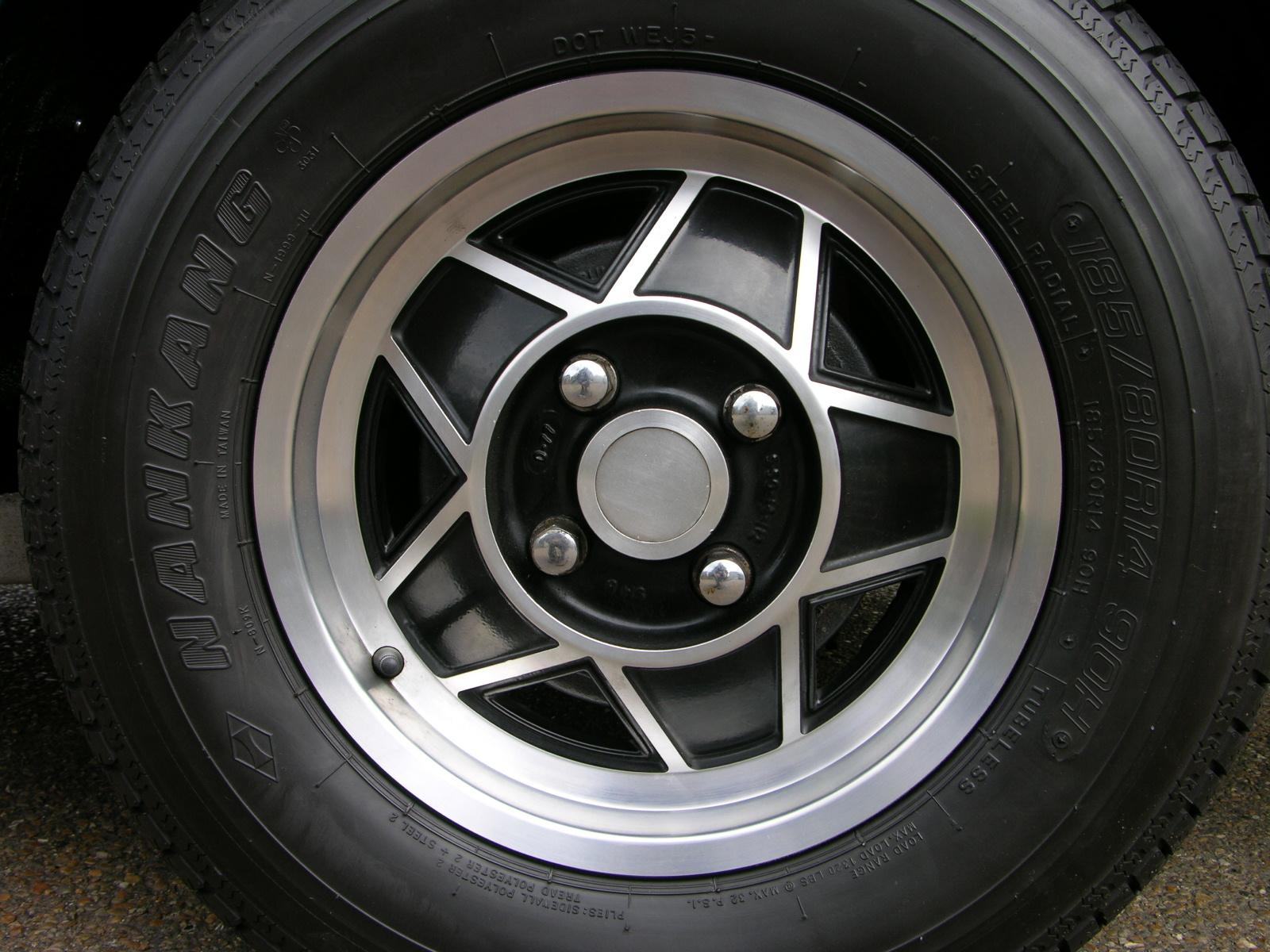
I cerchi in lega a 5 razze optional

## Produzione
La vettura venne lanciata con un anno di ritardo rispetto al previsto, nel 1970, ottenendo un caloroso benvenuto ai vari saloni automobilistici internazionali. La Stag acquisitò però rapidamente una reputazione di inaffidabilità meccanica, di solito a causa del surriscaldamento. Questi problemi sono da attribuire ad una varietà di cause.
In primo luogo, la decisione di voler fare un progetto comune con più parti intercambiabili ha dato origine a problemi di carattere ingegneristico. Ad esempio, la pompa dell'acqua venne posta nella parte alta del motore e se questo diventava caldo nel traffico, il refrigerante fuoriusciva dal sistema tramite il vaso di espansione e il livello del liquido scendeva sotto il livello della pompa. Ciò faceva sì che il refrigerante non arrivasse alla pompa, causandone il rapido guasto. Guasti alla pompa dell'acqua si verificarono anche a causa degli alberi di rinvio alla pompa mal temprati, che si consumavano prematuramente.
Una seconda causa di problemi al motore è la scelta dei materiali in fase di progettazione: il blocco motore è in ghisa mentre le testate sono in alluminio, una miscela che richiede l'uso di antigelo anticorrosione tutto l'anno. Questa accortezza non è stata mai attuata né dai proprietari, né dalla rete di concessionarie e officine autorizzate Triumph. Di conseguenza le testate vennero attaccate dalla corrosione elettrolitica, in questo modo particelle in lega d'alluminio corrose dall'acqua venivano distribuite all'interno del motore causandone guasti, malfunzionamenti e soprattutto usura prematura.

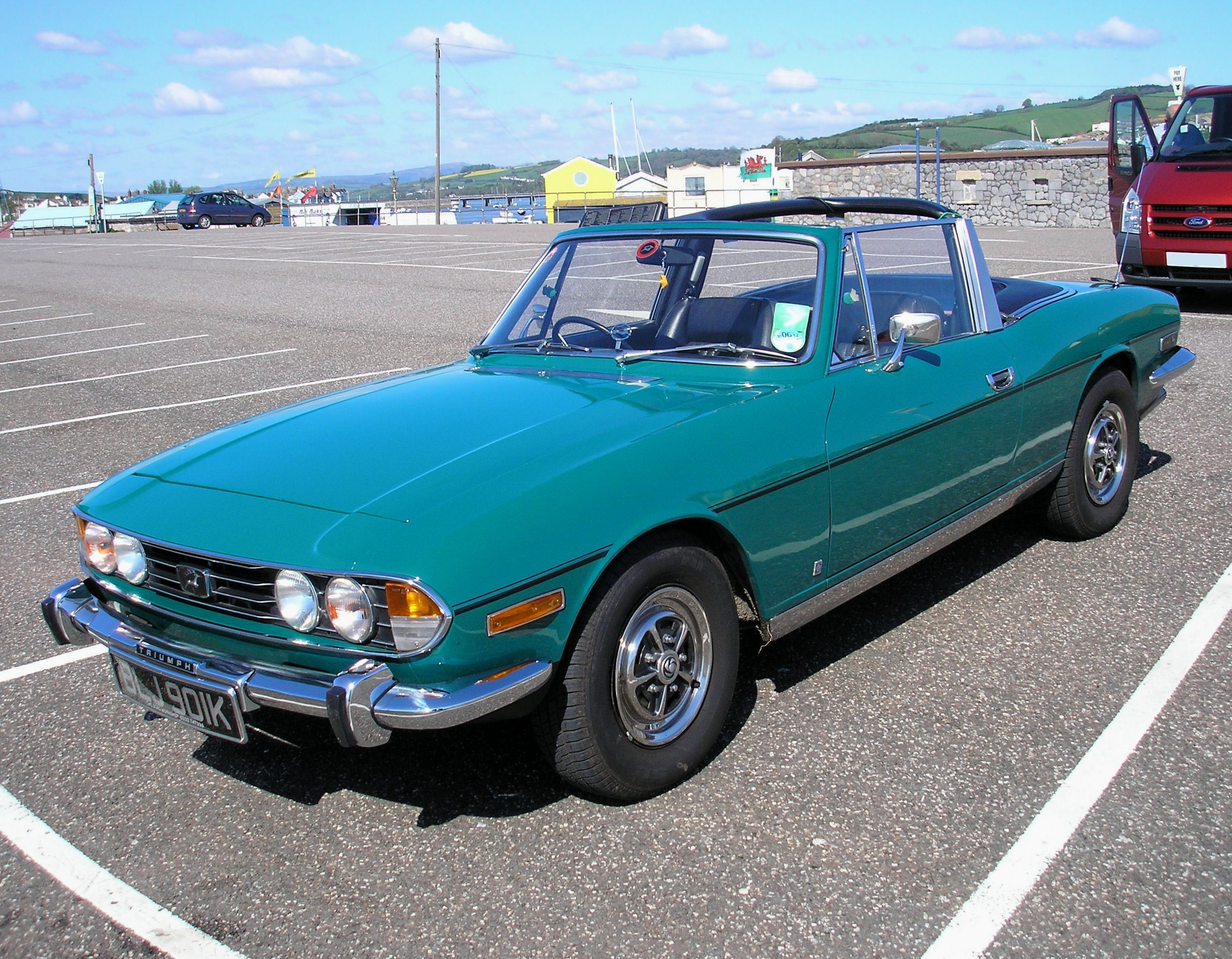
una Triumph Stag con il soft-top e i cerchi con borchie "Rostyle"

Una terza causa di problemi è stato l'uso di lunghe catene di distribuzione a rulli simplex, che prima si allentavano e poi si rompevano, spesso in meno di 25.000 miglia (40.200 km), con conseguenti danni costosi. Anche prima di rompersi, una catena di distribuzione allentata faceva saltare la giusta messa in fase facendo alzare e abbassare le valvole nella sequenza sbagliata, colpendo i pistoni e danneggiandoli.
Un altro problema con le testate era la disposizione delle viti di fissaggio della testa al blocco dei cilindri, di cui una metà verticale e l'altra metà angolata. Le viti angolate riscaldate e raffreddate, si espandevano e contraevano con coefficienti e tempi diversi dalle testate in lega, causando forze con componente trasversale che portavano alla rottura prematura delle guarnizioni della testata. Lo scopo di questa disposizione era di ridurre i costi di produzione, perché consentiva di montare la testata sul motore con il coperchio dei bilancieri avvitato; ciò avrebbe dovuto consentire di assemblare completamente la testata prima di montarla sul motore, ma ci si rese conto che ciò non era possibile a causa del montaggio della catena di distribuzione e della regolazione della fasatura delle camme che richiedeva la rimozione dei coperchi dei bilancieri.
Infine, anche se i blocchi motore di pre-produzione furono realizzati con buone fusioni, le fusioni di quelli montati sulle vetture di serie vennero eseguite molto male in un impianto turbato da agitazioni sindacali e controllo di qualità scadente. Bassi standard di produzione hanno anche dato luogo a deformazioni della testata che hanno limitato il flusso del liquido di raffreddamento, portando al surriscaldamento.
Questa combinazione di difetti di progettazione, produzione e manutenzione hanno causato un gran numero di guasti del motore. La rivista americana TIME ha valutato la Triumph Stag come uno delle 50 peggiori auto mai realizzate.
A quel tempo, British Leyland non ha fornito un budget sufficiente per correggere i pochi difetti di progettazione del V8 Triumph 3,0 litri monoalbero in testa. Inoltre la Stag è stata sempre una macchina relativamente rara: la British Leyland aveva circa 2.500 concessionari in Inghilterra e un totale di circa 19.000 modelli vennero venduti nel Regno Unito, ciò significa che ognuno mediamente ne ha venduto solo sette o otto esemplari durante tutto il ciclo di produzione della macchina, circa uno all'anno. Questo implicava che poche officine sapevano riconoscere e diagnosticare la causa dei vari problemi delle Stag difettose. Molti proprietari hanno semplicemente sostituito il motore, spesso con il V8 Rover, il V6 Essex Ford, V6 Buick 231 o con il motore 6 cilindri Triumph attorno al quale la vettura era stata originariamente progettata.
La maggior parte delle vetture venne dotata di un cambio automatico a 3 marce Borg-Warner. L'altra opzione era un cambio derivato degli antichi cambi Triumph TR2 che era stato modificato e migliorato nel corso degli anni per l'uso sulle TR4 / A / IRS / TR5 / 250/6 allungando il primo rapporto di trasmissione. Con i primi cambi manuali a 4 marce poteva essere ordinato con un'overdrive A-Type Laycock e su quelle successive un'unità J-Type Laycock. L'overdrive optional è molto diffuso in quanto il numero di giri del motore scende in modo significativo in 3ª e 4ª marcia.
Oltre alla scelta delle trasmissioni c'erano pochi optional installati in fabbrica: sulle prime vetture gli acquirenti potevano scegliere se avere la macchina dotata di solo soft-top, solo hard-top (con vano porta-capote vuoto) o con entrambi. Le automobili successive sono state fornite con entrambe le coperture di serie. Tre modelli diversi di cerchi venivano offerti, quelli standard erano ruote in acciaio con borchie "Rostyle", come optional erano disponibili sia cerchi in lega a cinque razze che le tradizionali ruote a raggi con fissaggio monodado. Questi ultimi sono stati più comunemente trovati sulle Stag da esportazione, in particolare quelle vendute in Nord America.

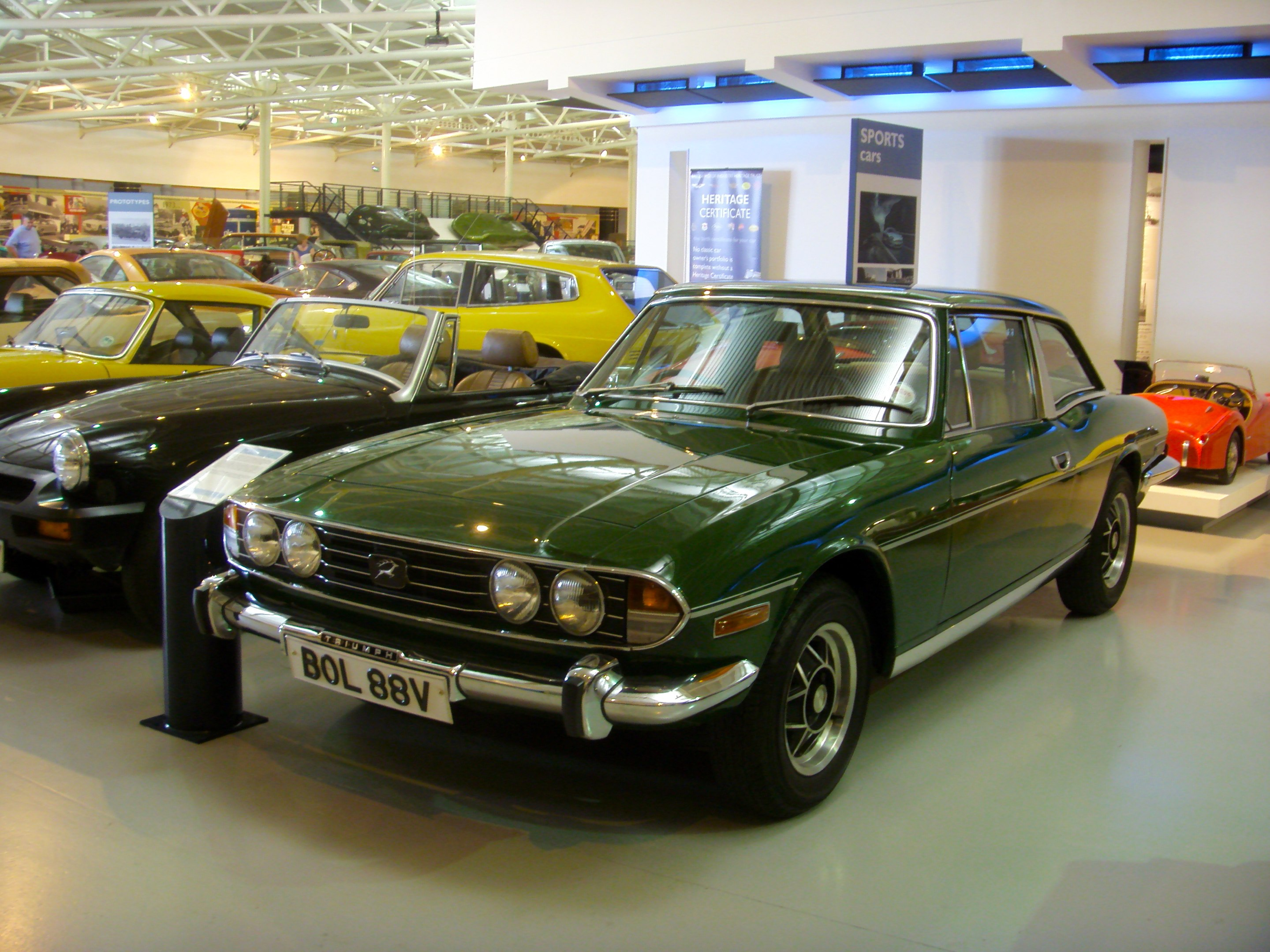
L'ultima Triumph Stag conservata nel Heritage Motor Centre, Gaydon

Gli alzacristalli elettrici, servosterzo e servofreno erano di serie. Altri optional erano l'aria condizionata, un portapacchi, ammortizzatori speciali Koni, tappetini a pelo lungo e fendinebbia Lucas Square Eight.
Molti optional aftermarket vennero prodotti per questo modello, la maggior parte dei quali sono stati installati dai rivenditori come optional di fabbrica. Piuttosto insolita per una vettura da turismo a 4 posti, l'elenco degli accessori includeva una piastra di protezione della coppa dell'olio che non fu mai prodotta. Questo fu probabilmente un omaggio ai successi nei rally della Triumph.
La produzione venne interrotta nel 1977, dopo 25.877 esemplari; di questi 6780 erano modelli da esportazione tra i quali 2871 andarono negli Stati Uniti.
L'ultima Stag prodotta (targata BOL88V) è conservata presso l'Heritage Motor Centre di Gaydon.

## Sostituzione
La Stag non è mai stata sostituita direttamente. La British Leyland aveva pianificato un modello equivalente che ne avrebbe raccolto l'eredità, la Lynx, sotto forma di una derivata dalla vettura sportiva Triumph TR7. La Lynx utilizza la piattaforma della TR7 con un interasse allungato di 12 pollici per ospitare dei sedili posteriori e aveva una carrozzeria coupe fastback. La potenza sarebbe venuta dal solito V8 Rover 3,5 litri in alluminio accoppiato alla scatola del cambio e all'assale posteriore della Rover SD1. La Lynx fu vicinissima alla produzione con il lancio programmato per il 1978, ma la chiusura improvvisa della fabbrica Triumph a Speke dove l'auto doveva essere costruita e le nuove politiche attuate dal nuovo amministratore delegato di BL, Michael Edwardes, hanno portato alla cancellazione del progetto.

## Curiosità
La Triumph previde una versione coupé-fastback basata sulla Stag per completarne la gamma, nello stesso modo in cui la più piccola coupé GT6 era basata sulla Spitfire. Nel 1970 Michelotti convertì due prototipi in coupé a due porte disegnando una linea con richiami molto chiari alla GT6, compresa la forma dei finestrini posteriori e linea del tetto e gli sfoghi d'aria viziata a forma di 'branchie' sul montante posteriore. Successivamente la Triumph costruì un unico esemplare di Stag coupé, denominato Fastback, basato sul disegno di Michelotti ma con differenze di dettaglio per avvicinarsi di più alla Stag di produzione, ma nel 1971 la British Leyland decise di non far continuare il progetto.

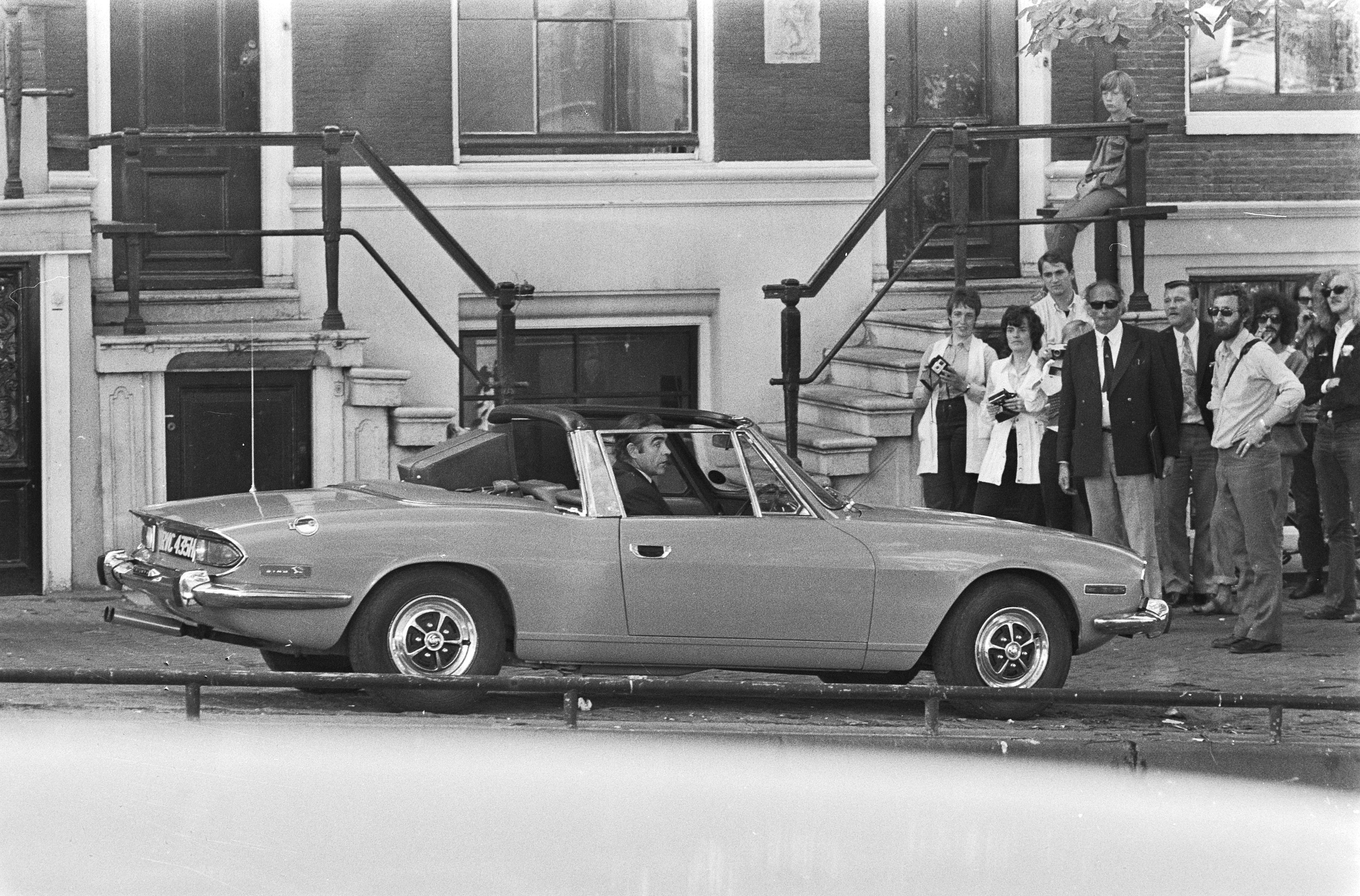
James Bond sulla Stag

Un certo numero di Stag venne costruito con il sistema di trazione integrale FF (Ferguson Formula) sviluppato dalla Ferguson Research e già sperimentato sulla Jensen FF. Una Stag venne dotato del sistema FF dalla Triumph stessa durante lo sviluppo, ma venne scartata e poi riconvertita in vettura di serie. Vennero approntate altre due Stag 4WD nel 1972 dalla FF Developments, una società separata a cui la stessa Ferguson aveva concesso in licenza la tecnologia per la conversione di vetture stradali esistenti in auto a trazione integrale. Le vetture (una manuale, una automatica) vennero commissionate dalla GKN per lo sviluppo e il collaudo di sistemi a trazione integrale. In entrambe venivano sfruttavi differenziali autobloccanti collegati da un giunto viscoso al cambio e lo stesso sistema frenante antibloccaggio Dunlop Maxaret utilizzato dalla Jensen. Le vetture differivano visivamente da quelle standard per un ampio rigonfiamento al centro del cofano perché il motore doveva essere montato leggermente più in alto nel vano motore per accogliere il differenziale e i semiassi anteriori. Entrambe queste vetture sono sopravvissute.
Sean Connery nei panni di James Bond nel film Una cascata di diamanti utilizza ad Amsterdam una Triumph Stag del 1970 per  sostituirsi ad un contrabbandiere di diamanti.